# Avahi ramanantsoavanai
Avahi ramanantsoavanai är en primat i familjen ullmakier som förekommer på sydöstra Madagaskar. Lemuren breder ut sig på mindre än 15 000 kvm, vilket också sjunker för varje år. Detta räknas som problematiskt och arten har därmed listats som sårbar Arten har aldrig studerats i det vilda utan bara i reservat. Individerna är aktiva på natten och klättrar i växtligheten.

## Utseende
Lemuren är mellan 24 och 31 cm lång med en svans på mellan 33 och 40 cm. Den vägen runt ett kilo. Pälsen är grå-brun på ryggen och grå på magen. Svansen är rödbrun. 